# Exel
För andra betydelser, se Exel (olika betydelser).
Exel är ett brittiskt logistikföretag som bland annat samarbetar med tyska Deutsche Post.